# Giải phóng miền Nam
"Libertar o Sul" ( em vietnamita:  Giải phóng miền Nam ), também conhecido como "Libertação do Sul", foi o hino nacional do Governo Provisório Revolucionário da República do Vietnã do Sul de 1975 a 1976.

## História
Lưu Hữu Phước (1921 - 1989), um conhecido comunista e compositor vietnamita, escreveu as letras e compôs a música para "Liberta o Sul" em 1961. Em 1939, Phước escreveu a música do que se tornaria o hino nacional do Vietnã do Sul, embora isso tenha ocorrido antes de ele se tornar comunista.